# صموئيل ميليغان (محامي)
صموئيل ميليغان (بالإنجليزية: Samuel Milligan)‏ هو قاضي ومحامي أمريكي، ولد في 16 نوفمبر 1814، وتوفي في 20 أبريل 1874.